# Občanská záložna v Kuklenách
Občanská záložna v Kuklenách byl regionální peněžní ústav, jehož počátky sahají do roku 1870. Jiné prameny uvádějí jako dobu vzniku rok 1862. Zanikla v roce 1909.

## Historie
Roku 1870 byla založena Duškova nadace v obnosu 1 000 zl. na ošacení chudých školních dítek z Kuklen a Plačic. 2. února následujícího roku byly v kuklenské záložně skládány účty a volen výbor, jehož předsedou byl zvolen Josef Kubec. V roce 1888 za revizorů účtů Zdeňka Felfela, Františka Bauera a Adolfa Čejky výrazně klesl rezervní fond. 6. října 1891 se na důvod onoho snížení rezervního fondu ptalo samo okresní hejtmanství. Roku 1890 bylo v záložně 330 členů se závodním podílem 20 zl. Aktiva činila: hotovost 4 039,44 zl., půjčky na směnky 73 897,27 zl., půjčky na hypotéky 43 112,56 zl., vklad v záložně v Hradci Králové 53 zl., nedoplacený úrok 3 466,15 zl., inventář 100 zl. Pasiva: závodní podíly 6 540 zl., vklady 111 157,79 zl., přeplacený úrok 496,99 zl., rezervní fond 4 925 zl., zisk 1 545,64 zl. Během roku bylo vloženo 180 209,70 zl, vybráno 75 516,75 zl., poskytnuto půjček za 175 718,01 zl., na půjčky splaceno 58 708,18 zl. Pokladní obrat činil 512 211,34 zl. O 2 roky později dosáhl počet členů 340. 3. března 1895 přijala valná hromada Občanské záložny návrh dr. Marka, aby se přispívalo obci každoročně na vydržování měšťanské školy celým úrokem ze skutečného rezervního fondu.
V roce 1903 byl pokladníkem Zdeněk Felfel, kontrolorem Antonín Šouba a záložna měla 299 členů. 4. června 1907 se v kuklenské záložně objevil schodek 18 891,50 K. Aby se zamezilo ohlášení konkurzu, usneslo se obecní zastupitelstvo, že v případě, když Alois Nejedlý onen obnos za záložnu krýti bude aneb záložně na něj směnku předá, jednotlivci obecního zastupitelstva jemu za tento obnos záruku dávají, když tak současně výbor řemeslnickoživnostenského společenstva, výbor záložny a grémia učiní. 15. června téhož roku bylo na valné hromadě usneseno uhradit vzniklý schodek odepsáním veškerých závodních podílů. Členové byli vybídnuti, aby znovu upisovali členské podíly po 40 K.
Na 23. červen 1908 byla svolána valná hromada záloženských členů, která měla rozhodnout, zdali má záložna nadále trvat nebo se má likvidovat. K trvání bylo potřeba souhlasu vkladatelů se závažným prohlášením, že ze svého vkladu slevují 5 % a k jeho odepsání ve vkladních knížkách svolují. Ale valná hromada se usnesla, aby se v příčině uhražení schodku odepsaly veškeré závodní podíly. 31. srpna téhož roku záložna zařídila 2 nové místnosti ve svém domě čp. 141. 16. května 1909 záložna likvidovala. V listopadu téhož roku vyzvala obec Kukleny, aby si vyzvedla obnos nadace Hrubého z Jelení a obnos Polévkového ústavu. Následně zanikla.